# Jordan Amavi
Jordan Amavi (ur. 5 marca 1994 w Tulonie) – francuski piłkarz występujący na pozycji obrońcy w Stade Brestois do którego jest wypożyczony z Olympique Marsylia.
4 października 2017 został powołany do pierwszej reprezentacji Francji na mecz eliminacyjny z Bułgarią w miejsce kontuzjowanego Kurzawy.